# The Beautiful South
The Beautiful South fue un grupo de rock alternativo británico formado a finales de los ochenta por Paul Heaton y Dave Hemingway, exmiembros del grupo The Housemartins originario de la ciudad inglesa de Hull.
Otros miembros fueron el bajista Sean Welch, el baterista Dave Stead y el guitarrista Dave Rotheray y una sucesión de vocalistas femeninas - Briana Corrigan, Jacqui Abbott y Alison Wheeler.

## Discografía

### Álbumes
- Welcome to the Beautiful South (1989)
- Choke (1990)
- 0898 Beautiful South (1992)
- Miaow (1994)
- Blue Is the Colour (1996)
- Quench (1998)
- Painting It Red (2000)
- Gaze (2003)
- Golddiggas, Headnodders and Pholk Songs (2004)
- Superbi (2006)

### Recopilaciones
- Carry on up the Charts (1994)
- Solid Bronze (2001)
- Gold (2006)
- Soup (2007)
- The BBC Sessions (2007)

### DVD
- The Beautiful South: Munch - Our Hits (2003)
- Live In The Forest (2005)

- Datos: Q1757677
- Multimedia: The Beautiful South / Q1757677